# Santes
Santes ist eine französische Stadt mit 5656 Einwohnern (Stand 1. Januar 2022) im Département Nord in der Region Hauts-de-France. Sie gehört zum Arrondissement Lille und zum Kanton Lille-6.

## Geografie
Die Stadt Santes liegt an der kanalisierten Deûle, acht Kilometer südwestlich der Innenstadt von Lille. Nachbargemeinden von Santes sind Hallennes-lez-Haubourdin im Norden, Haubourdin im Osten, Houplin-Ancoisne im Südosten, Gondecourt im Süden, Wavrin im Westen und Beaucamps-Ligny im Nordwesten.

## Bevölkerungsentwicklung
| Jahr                       | 1962 | 1968 | 1975 | 1982 | 1990 | 1999 | 2006 | 2012 | 2021 |
| Einwohner                  | 2974 | 3362 | 3294 | 4735 | 4838 | 4974 | 5029 | 5697 | 5660 |
| Quellen: Cassini und INSEE |      |      |      |      |      |      |      |      |      |

## Sehenswürdigkeiten
- Kirche Saint-Pierre aus dem 15. Jahrhundert, Monument historique[1]
- Kirche Sacré-Cœur du Marais
- Schloss La Rache, erbaut ab dem 16. Jahrhundert
- Schloss Le Parc, erbaut 1852
- Parc de la Deûle (Träger des Prix national du paysage 2006)

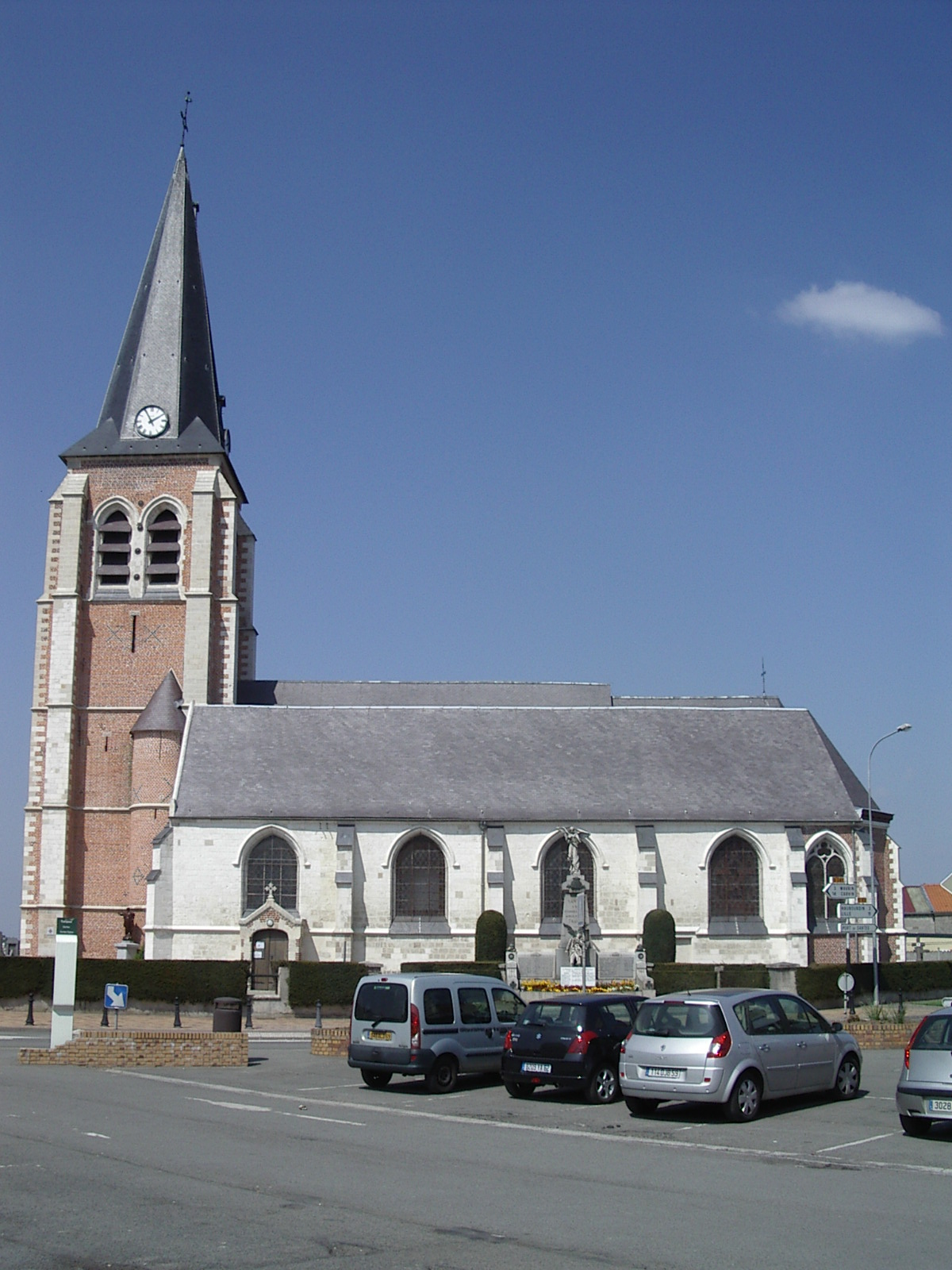
Kirche Saint-Pierre
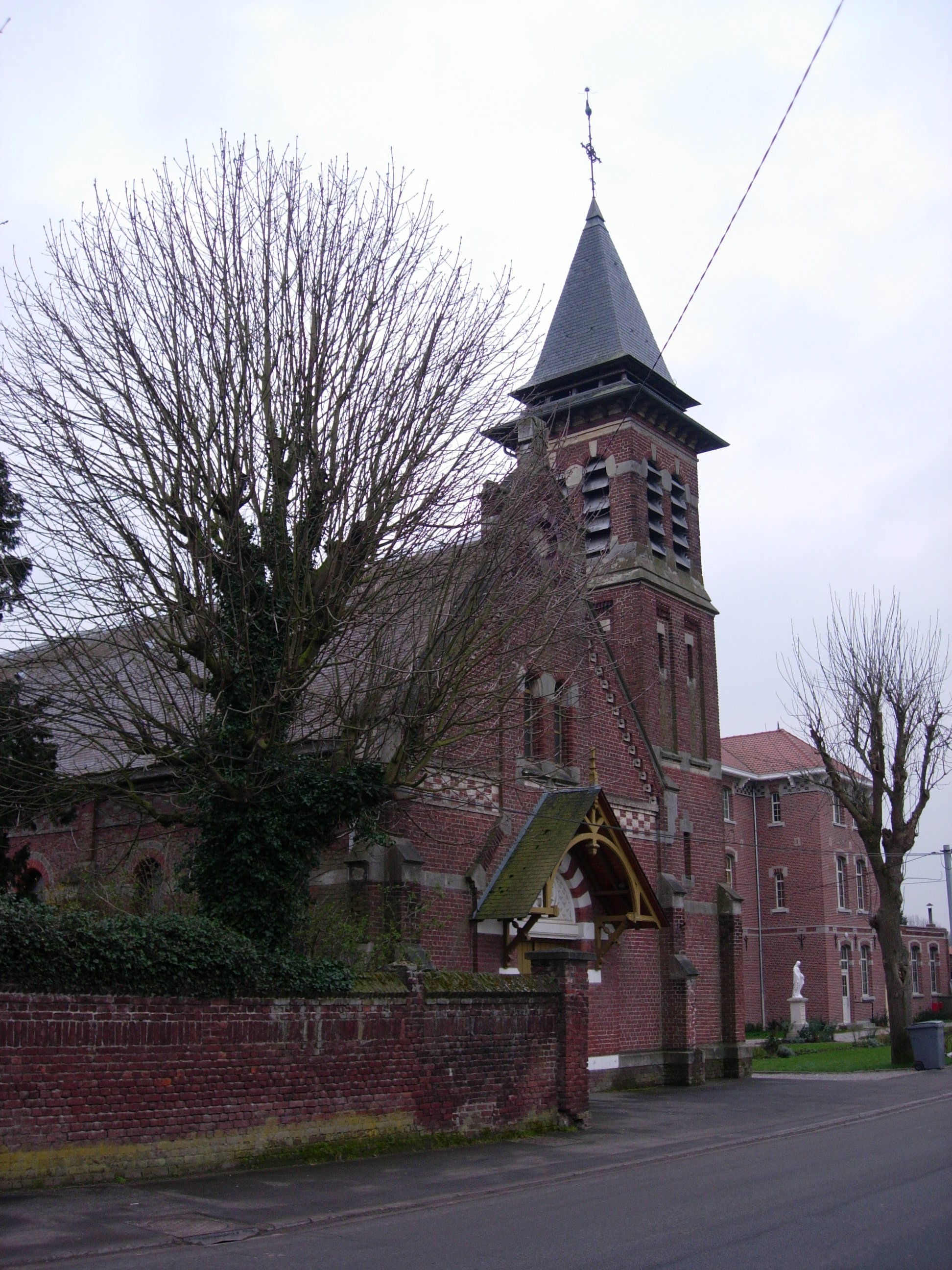
Kirche Sacré-Cœur du Marais
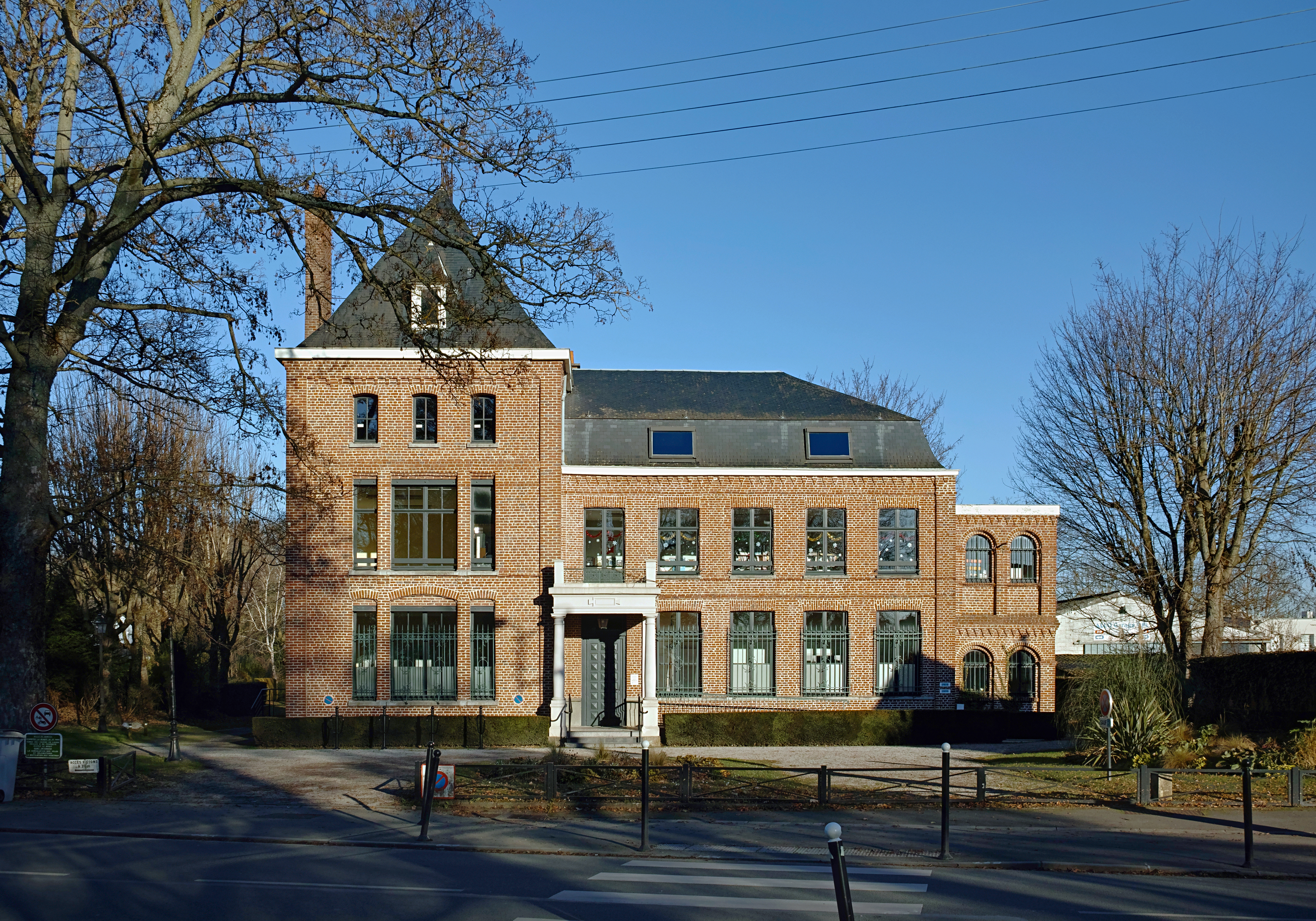
Schloss Le Parc
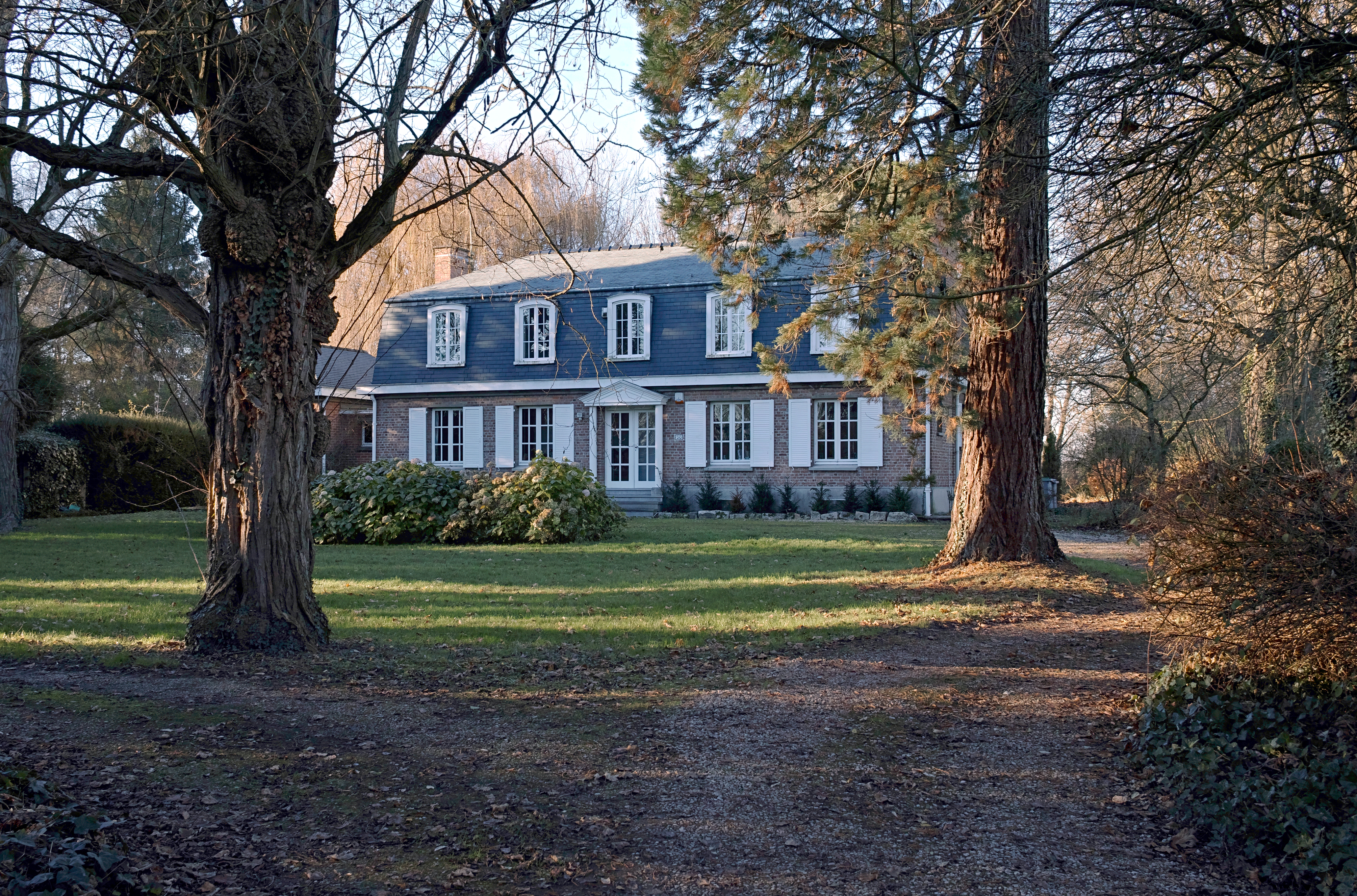
Villa Verlynde
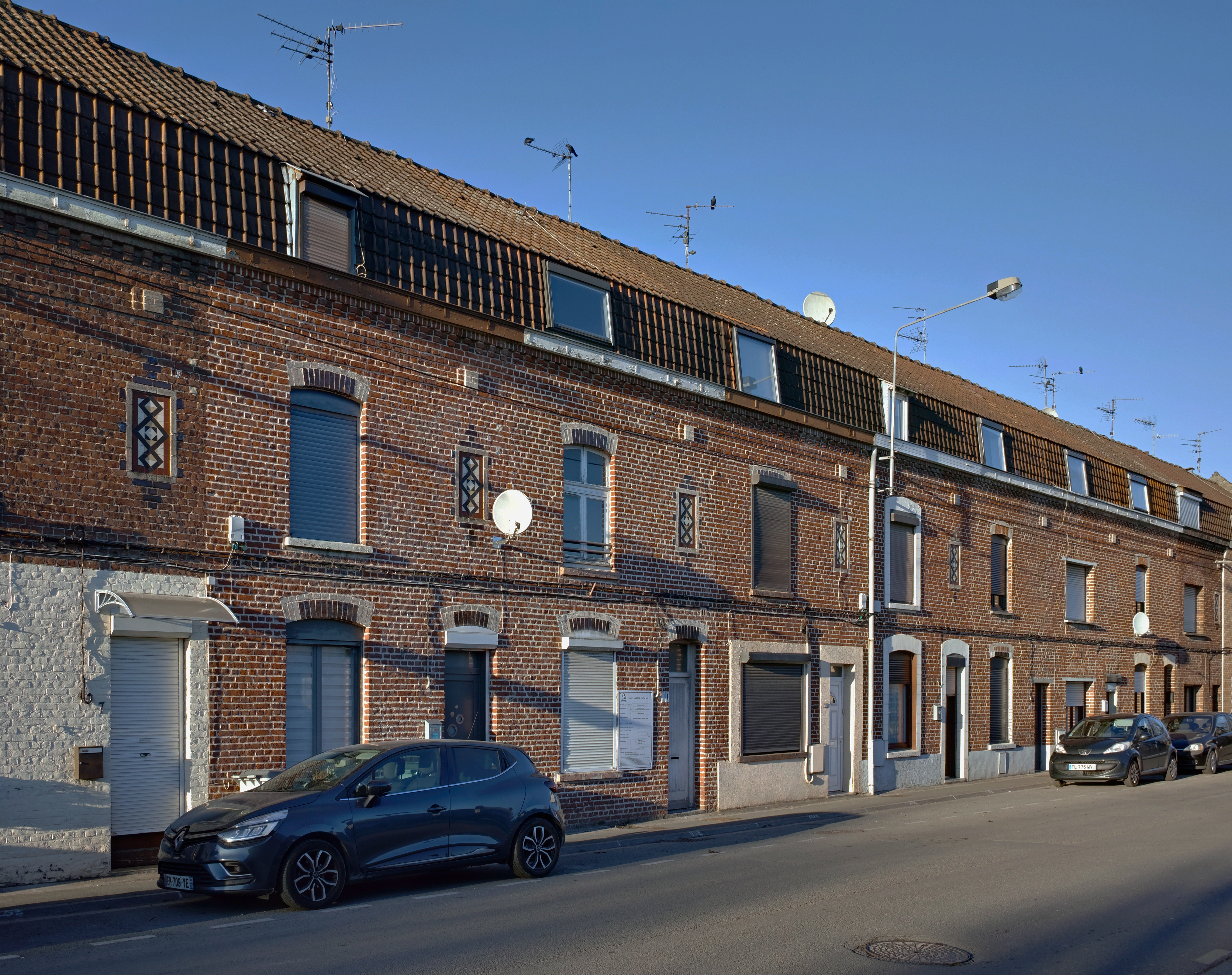
Arbeiterhäuser in der Rue du Général Kœnig
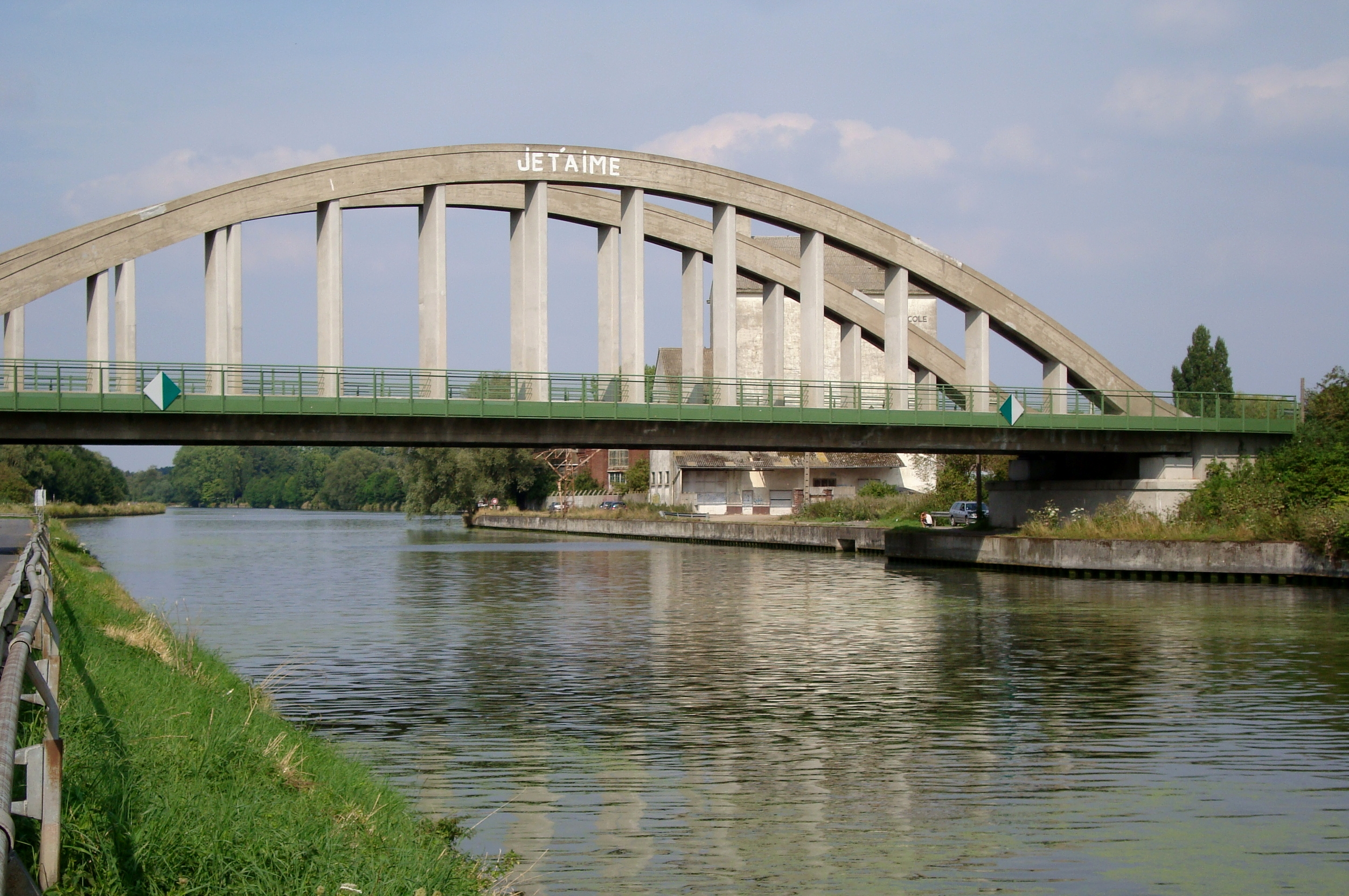
Deûle-Brücke
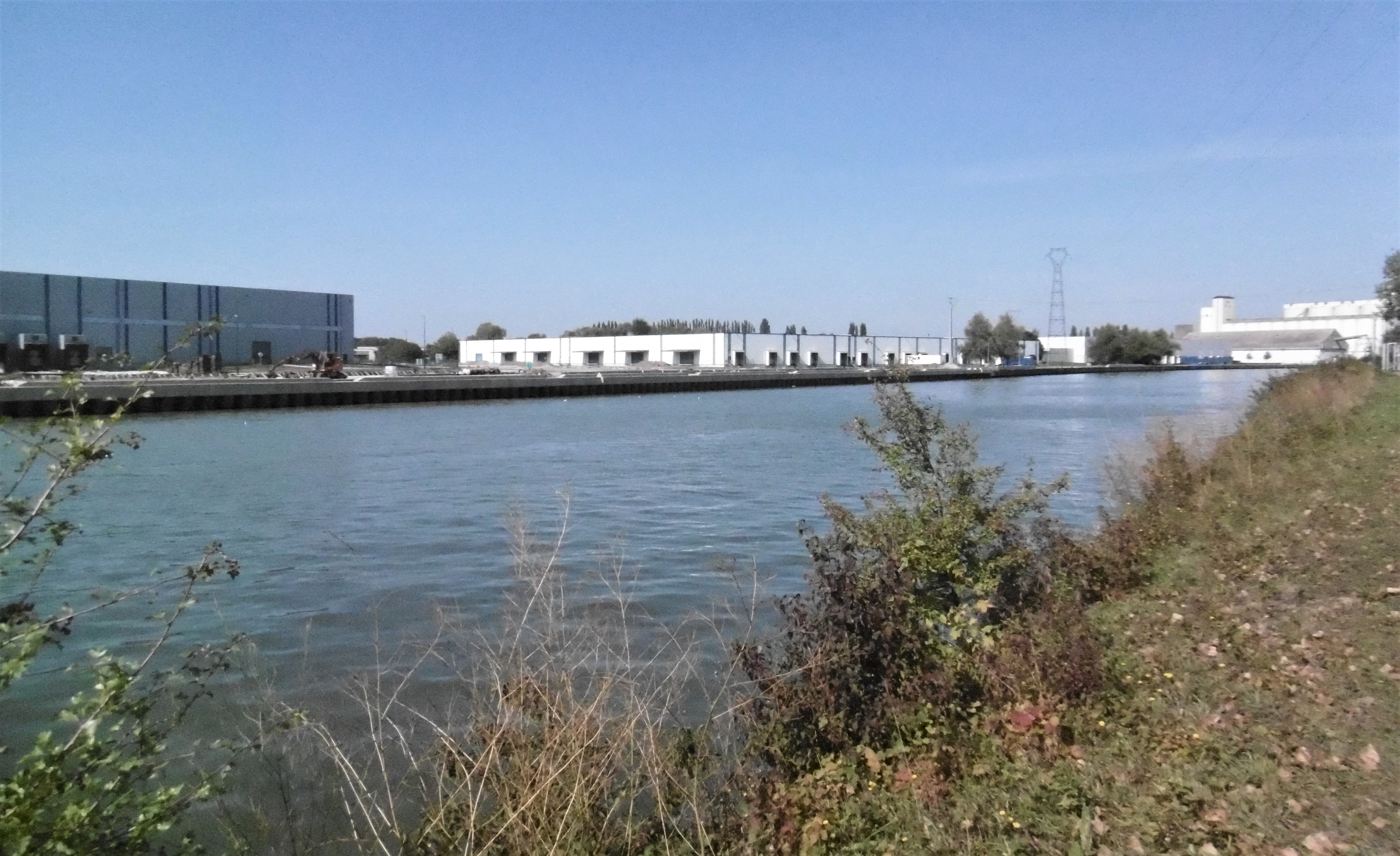
FRlusshafen

## Gemeindepartnerschaft
Seit dem Jahr 1976 ist Santes mit der Gemeinde Niedernberg in Bayern partnerschaftlich verbunden.